# Perejaslaw
Perejaslaw (ukrainisch Переяслав, 1943–2019 Переяслав-Хмельницький Perejaslaw-Chmelnyzkyj) ist eine Stadt in der ukrainischen Oblast Kiew mit etwa 27.700 Einwohnern (2018).

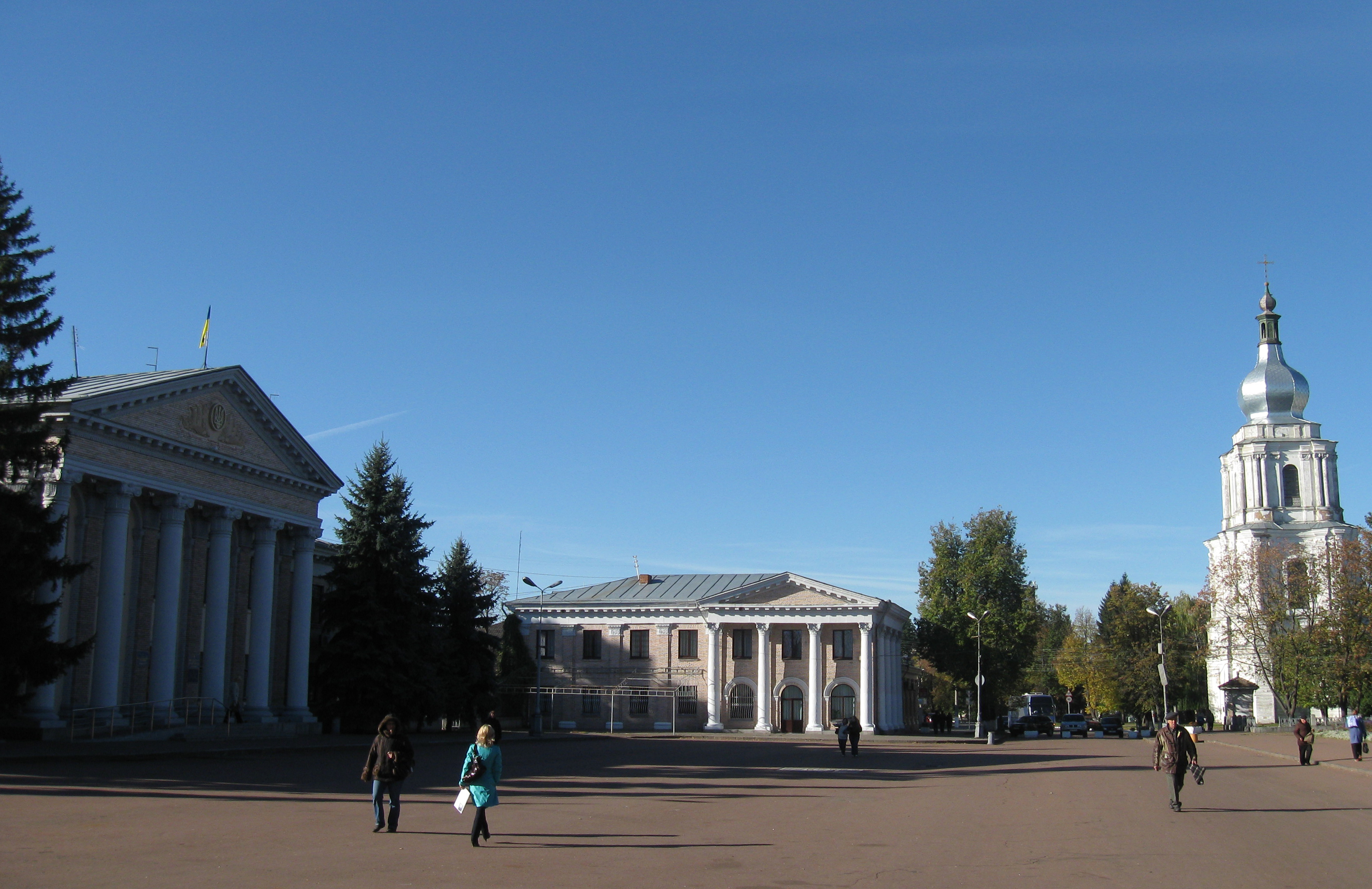
Hauptplatz im Ort

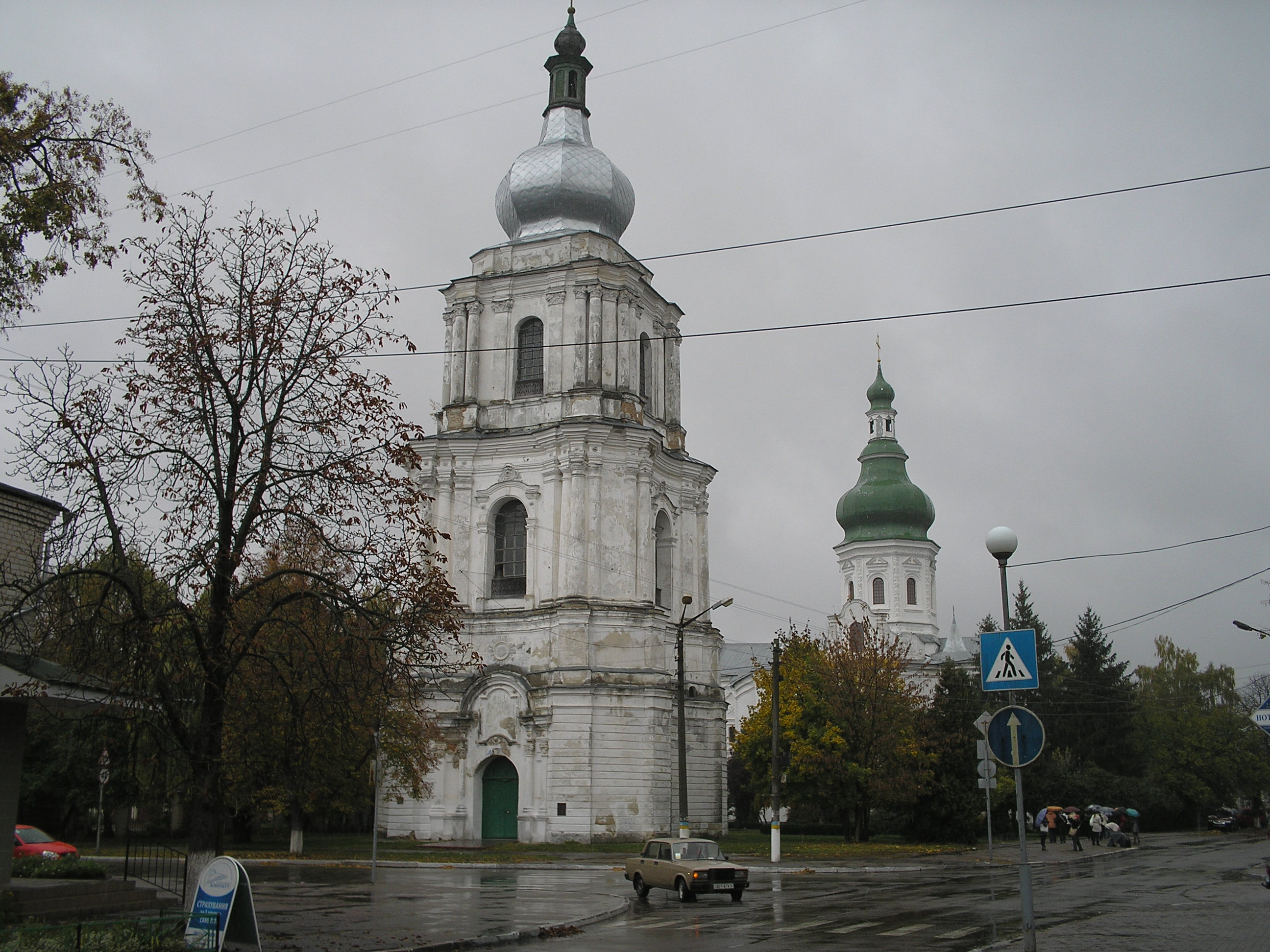
Kirche im Ort

## Geografische Lage
Perejaslaw liegt auf einer Höhe von 94 m an der Mündung des Trubisch in den zum Kaniwer Stausee angestauten Dnepr, 88 km südöstlich von Kiew.
Durch die Stadt verläuft die Fernstraße N 08. Die Territorialstraßen T–10–22 und T–10–25 beginnen hier.

## Geschichte
Perejaslaw spielte in der Geschichte der Ukraine und Russlands eine wichtige Rolle. Die Stadt wurde 907 erstmals als Perejaslaw urkundlich erwähnt. Der Name der Stadt bedeutet „hat den Ruhm übernommen“. Ehemals wurde sie auch Переяславль Perejaslawl und im 9. Jahrhundert Переславль Руський Pereslawl Ruski genannt. Angeblich fand hier eine Schlacht mit den Kyptschaken statt, die dadurch entschieden wurde, dass ein unbekannter Kiewer Handwerker einen großen kyptschakischen Bogatyr im Zweikampf besiegte, so dass dessen Ruhm auf ihn überging.
992 ließ der Kiewer Fürst Wladimir I. die Festung von Perejaslaw ausbauen, die Kiew vor nomadischen Überfällen aus südlichen Steppen schützen sollte. Einige Zeit lang war Perejaslaw der Sitz russischer Metropoliten, bis in Kiew 1037 die Sofien-Kathedrale gebaut wurde. Das ab Mitte des 10. Jahrhunderts selbständige Fürstentum Perejaslawl spielte eine strategische Rolle im Schutz der Kiewer Rus gegen die Kyptschaken, später Petschenegen. Seit 1054 hat hier das Vikariat Perejaslaw-Chmelnyzkyj und Wyschnewe seinen Sitz. 1239 wurde die Stadt von Mongolen verwüstet.

Denkmal in Perejaslaw zu Ehren Taras Schewtschenkos Gedicht „Vermächtnis“

1654 berief Bohdan Chmelnyzkyj in Perejaslaw einen großen Rat der ukrainischen Kosaken ein (Rat von Perejaslaw), der dem Anschluss an das Zarentums Russland im Kampf gegen Polen-Litauen zustimmte, was die spätere Eingliederung des Teils der Ukraine am linken Ufer des Dneprs in das russische Reich zur Folge hatte. Weihnachten 1845 hielt sich Taras Schewtschenko in Perejaslaw auf und schrieb hier sein bekanntestes Gedicht „Vermächtnis“ (Sapowit).
Am 12. Oktober 1943 wurde die Stadt zu Ehren von Bohdan Chmelnyzkyj in Perejaslaw-Chmelnyzkyj umbenannt und am 30. Oktober 2019 erhielt die Stadt, nach einem Beschluss der Werchowna Rada auf Initiative des Stadtrates hin, wieder den Namen Perejaslaw.
Wegen des Russischen Angriffskriegsgegen die Ukraine wurde am 7. Juli 2022 auf Beschluss der Gemeinde und der lokalen Regierung das Denkmal zum 300. Jahrestag der „Wiedervereinigung der Ukraine mit Russland“ abgebaut.

## Verwaltungsgliederung
Am 12. Juni 2020 wurde die Stadt zum Zentrum der neugegründeten Stadtgemeinde Perejaslaw (Переяславська міська громада/Perejaslawska miska hromada). Zu dieser zählen auch die 12 in der untenstehenden Tabelle aufgelisteten Dörfer, bis dahin bildete sie die gleichnamige Stadtratsgemeinde Perejaslaw (Переяславська міська рада/Perejaslawska miska rada) im Zentrum des Rajons Perejaslaw-Chmelnyzkyj, sie war jedoch nicht Teil des Rajons selbst, sondern der Oblast Kiew zugeordnet.
Am 17. Juli 2020 kam es im Zuge einer großen Rajonsreform zum Anschluss des Rajonsgebietes an den Rajon Boryspil.
Folgende Orte sind neben dem Hauptort Taschan Teil der Gemeinde:
| Name                     | Name            | Name                                |
| ukrainisch transkribiert | ukrainisch      | russisch                            |
| ------------------------ | --------------- | ----------------------------------- |
| Charkiwzi                | Харківці        | Харьковцы (Charkowzy)               |
| Demjanzi                 | Дем'янці        | Демьянцы (Demjanzy)                 |
| Dowha Hreblja            | Довга Гребля    | Долгая Гребля (Dolgaja Greblja)     |
| Hajschyn                 | Гайшин          | Гайшин (Gaischin)                   |
| Hlanyschiw               | Гланишів        | Гланышев (Glanyschew)               |
| Hreblja                  | Гребля          | Гребля (Greblja)                    |
| Marjaniwka               | Мар'янівка      | Марьяновка (Marjanowka)             |
| Masinky                  | Мазінки         | Мазинки (Masinki)                   |
| Pleskatschi              | Плескачі        | Плескачи                            |
| Tschyrske                | Чирське         | Чирское (Tschirskoje)               |
| Welyka Karatul           | Велика Каратуль | Великая Каратуль (Welikaja Karatul) |
| Wowtschkiw               | Вовчків         | Волчков (Woltschkow)                |

## Einwohnerentwicklung
Entwicklung der Einwohnerzahl (ab 2004 jeweils zum 1. Januar)
- 1974 – 24.600
- 2004 – 30.659
- 2005 – 30.258
- 2006 – 29.836

## Sehenswürdigkeiten

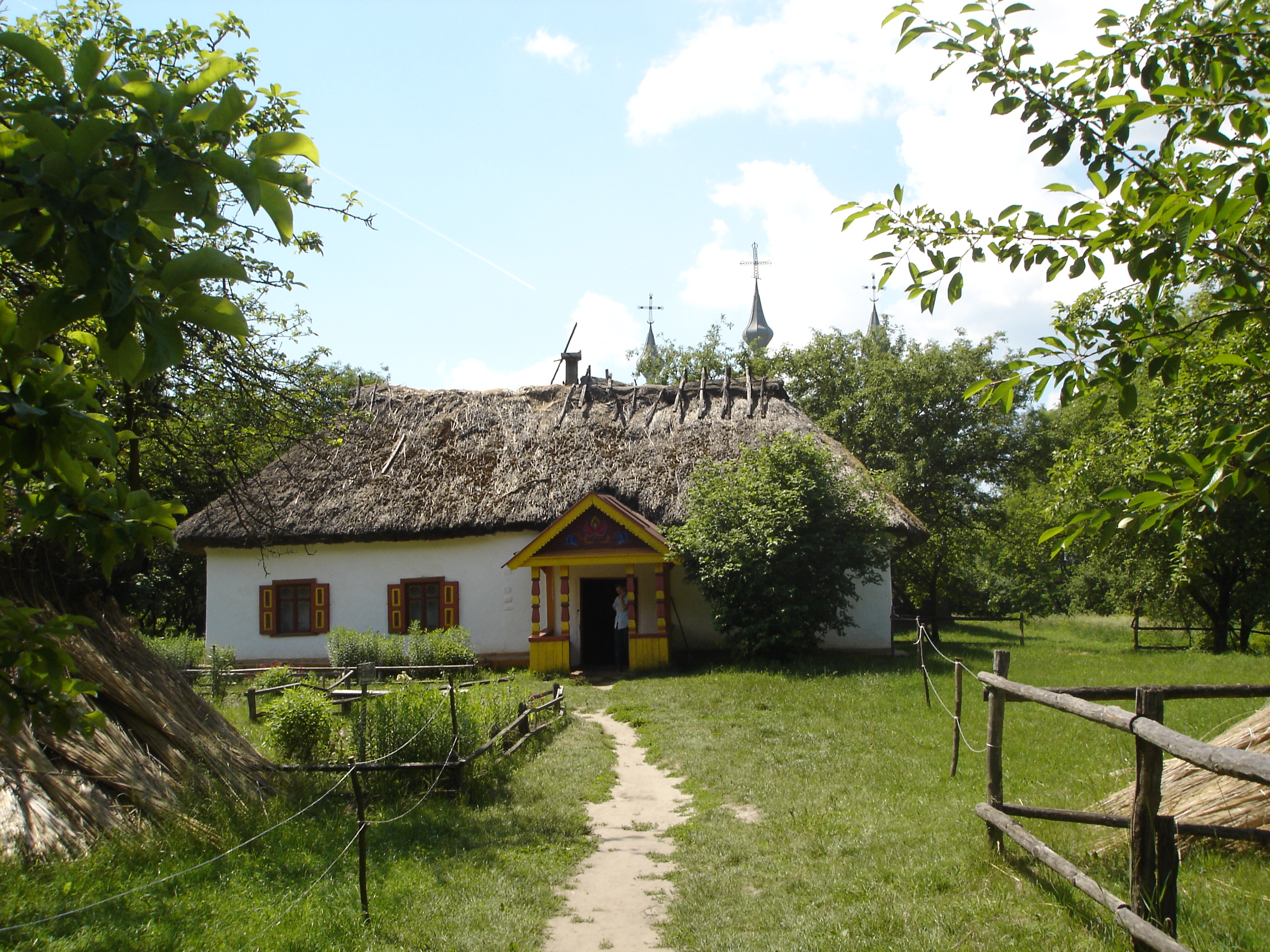
Bauernhaus im Freilichtmuseum

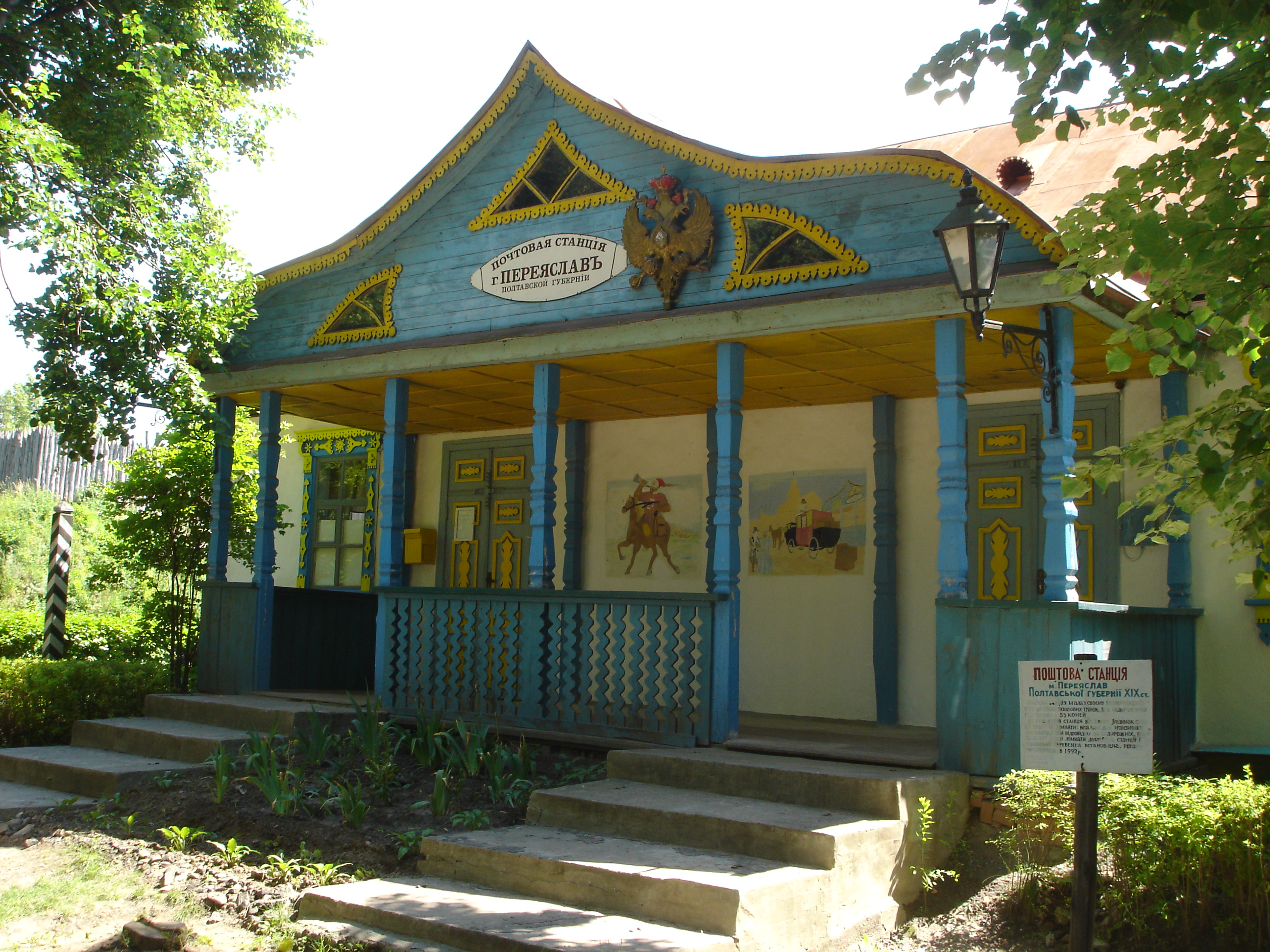
Postamt im Freilichtmuseum

Die Stadt und die Umgebung wurden zum historischen Schutzgebiet erklärt. Zu den größten Sehenswürdigkeiten zählen:
- das Museum der Volksarchitektur und Lebensweise am mittleren Dnepr: ein Freilichtmuseum, das die Architektur und Tradition der Ukrainer vom Altertum bis in das 20. Jahrhundert sehr umfangreich darstellt
- der Kindergarten Powernjio im ehemaligen, sehr gut erhaltenen Teepalais Rasumofsky
- die Überreste von Bauten aus dem 10./11. Jahrhundert
- Bauten aus dem 16. Jahrhundert: St.-Michaels-Kirche, Himmelfahrtskloster (Reste, Glockenturm)
- etwa 30 Museen im Stadtgebiet zu verschiedenen Themen[9]

## Persönlichkeiten
In Perejaslaw wurden geboren:
- Jakym Somko (etwa 1619–1664), ukrainischer Hetman der linksufrigen Ukraine
- Pawlo Teterja (etwa 1620–1671), ukrainischer Hetman der rechtsufrigen Ukraine
- Michail Matwejewitsch Cheraskow (1733–1807), russischer Dichter und Schriftsteller
- Scholem Alejchem (1859–1916), zur jiddischen Klassik zählender Autor
- Petro Cholodnyj (1876–1930), ukrainischer Künstler und Politiker
- Georgi Chrustaljow-Nossar (1877–1919), russischer Revolutionär und Politiker
- Wolodymyr Sabolotnyj (1898–1962), ukrainisch-sowjetischer Architekt
- Louise Nevelson (1899–1988) als Leah Berliawsky, jüdisch-amerikanische Bildhauerin
- Hanna Minenko (* 1989), israelische Dreispringerin ukrainischer Herkunft

In Perejeslaw-Chmelnyzkyj lebten und studierten die Brüder und bekannten Boxer Vitali Klitschko und Wladimir Klitschko bis 1996 an der Pädagogischen Fakultät der Universität Hryhorij Skoworoda Sportwissenschaften.

## Städtepartnerschaften
- Moschaisk, Russland
- Pereslawl-Salesski, Russland
- Wilejka, Belarus
- Mzcheta, Georgien
- Paide, Estland
- Kočani, Nordmazedonien